# Phidippus carolinensis
Phidippus carolinensis är en spindelart som beskrevs av George William Peckham och Elizabeth Maria Gifford Peckham 1909. Phidippus carolinensis ingår i släktet Phidippus och familjen hoppspindlar. Inga underarter finns listade i Catalogue of Life.